# 新北大橋
新北大橋為連接台灣新北市三重區二重疏洪道兩岸的橋梁，與重翠大橋連通可達板橋區，為新北環河快速道路的一部份，與前者完工路段於2010年8月14日通車。

## 概要
新北大橋於設計階段暫稱「環快第三標斜張橋案」，正式命名前俗稱「二重疏洪道斜張橋」。逢台北縣於2010年底升格為新北市，遂在2010年初宣佈使用新市名作為橋名，亦為台灣第8座斜張橋，同時也是亞洲最長的對稱型單橋塔斜張橋 （页面存档备份，存于）
造價約新台幣28億3500萬，由中華民國內政部營建署負責興建，承包商為春原營造公司，監造單位為中泱工程顧問公司，照明設計為肯緒照明設計有限公司主設計師林世秉。

## 橋梁諸元
- 主橋由一座135.75公尺高（約40層大樓高度）的倒Y型鋼筋混凝土橋塔及全長400公尺（双主跨各长200公尺）之鋼橋構成。
- 雙向各4車道外加路肩及機車道及人行步道，橋面寬43.4公尺[3]。
- 鋼橋由左右各13對共計52束鋼索組成，鋼索以高密度聚乙烯（HDPE）材質製成的白色外套管所保護。[4]

## 沿革
- 2006年2月24日：開工。[1]
- 2009年8月14日：橋面合攏。
- 2010年6月5日：三重市公所與台北縣路跑協會舉辦2010神農文化祭健康路跑活動，路線經過新北大橋。
- 2010年8月14日：通車啟用。[5]

## 圖片集

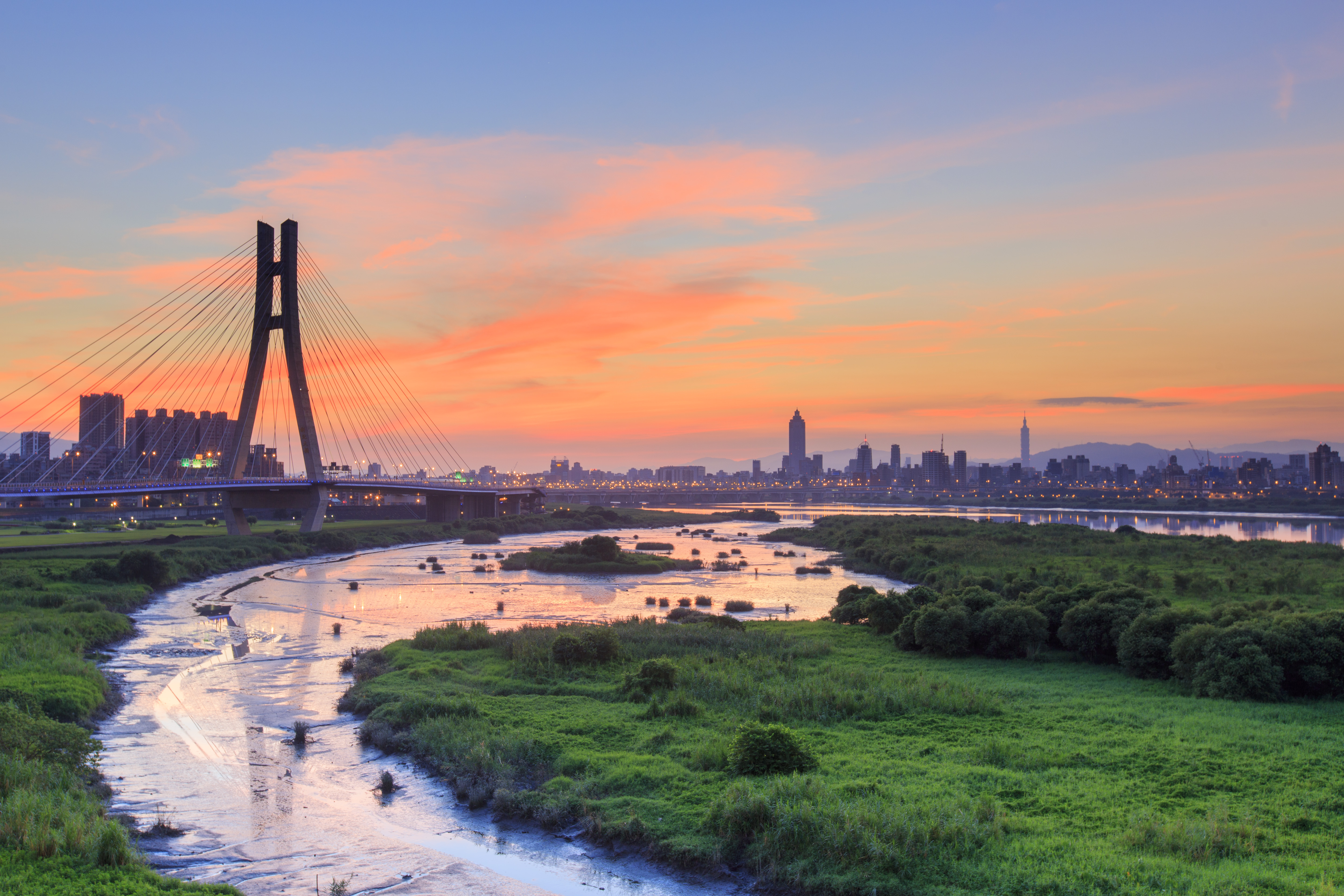
眺望新北大橋與黃昏時分的臺北天際線
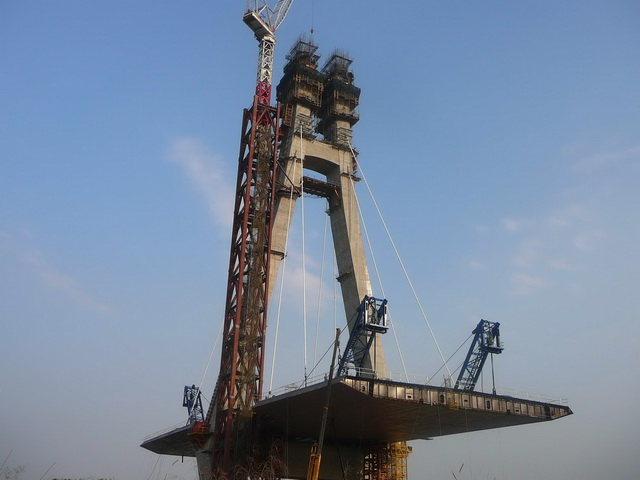
2009年施工實景
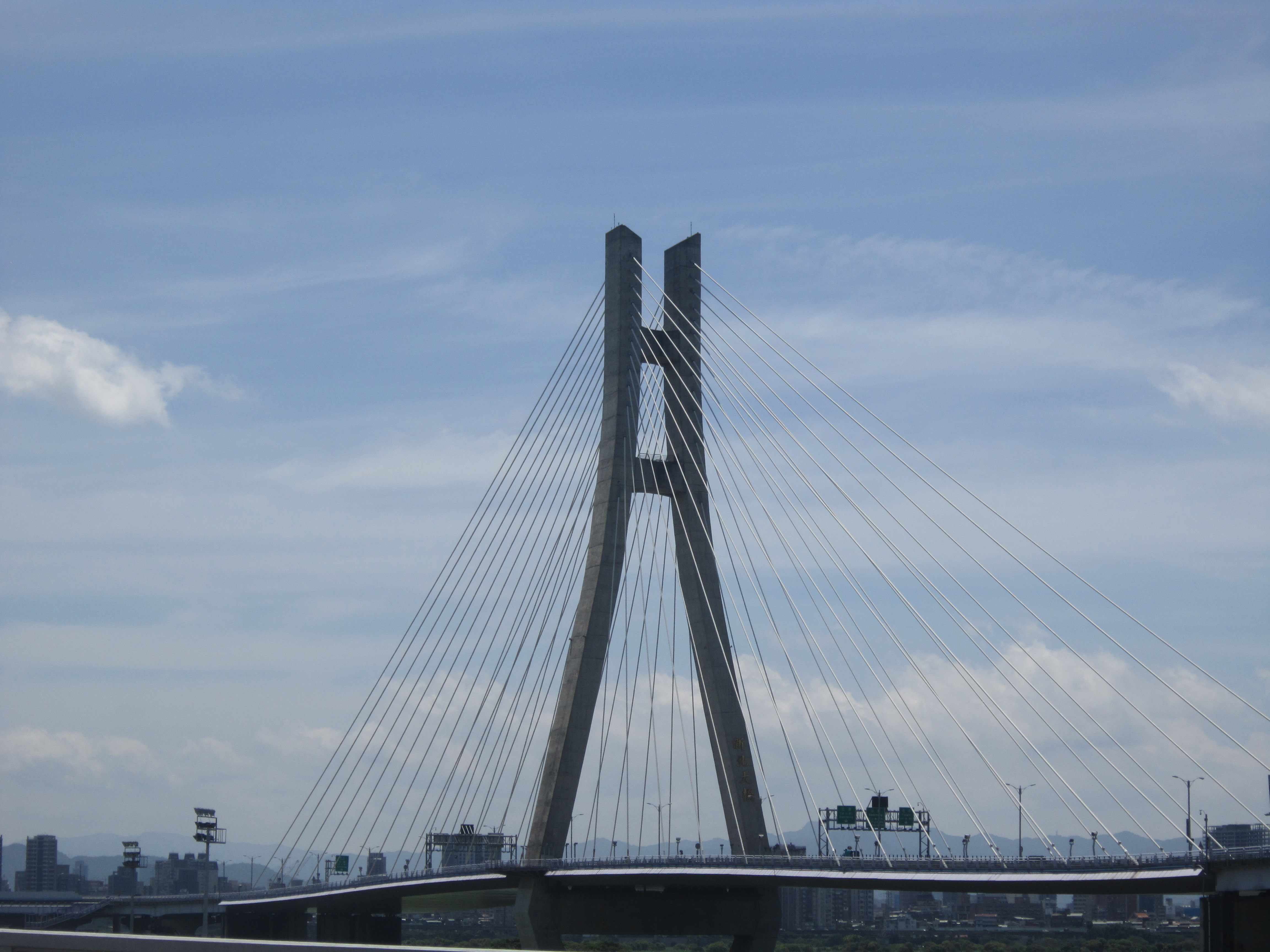
新北大橋一景
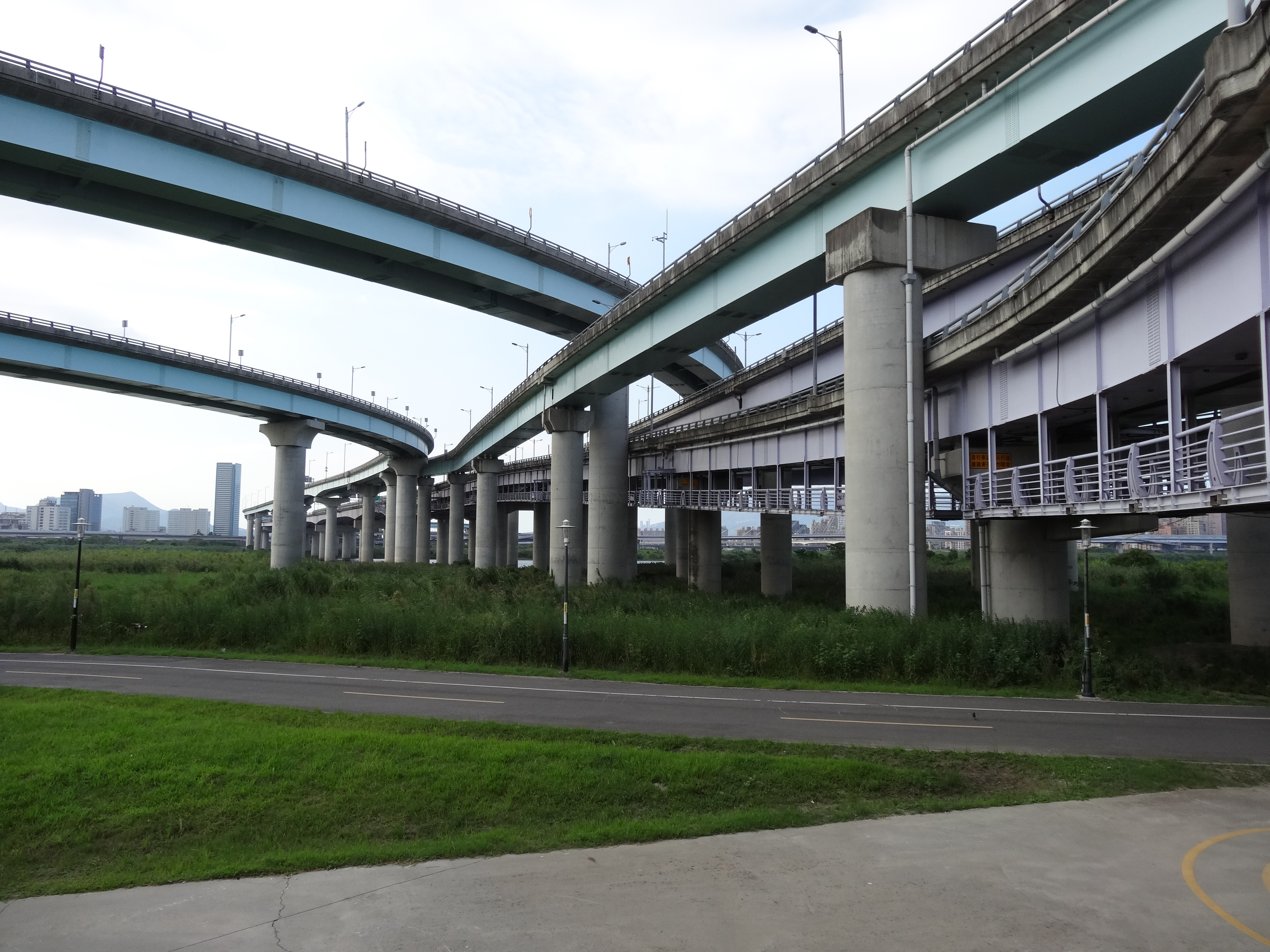
新北大橋自行車引道
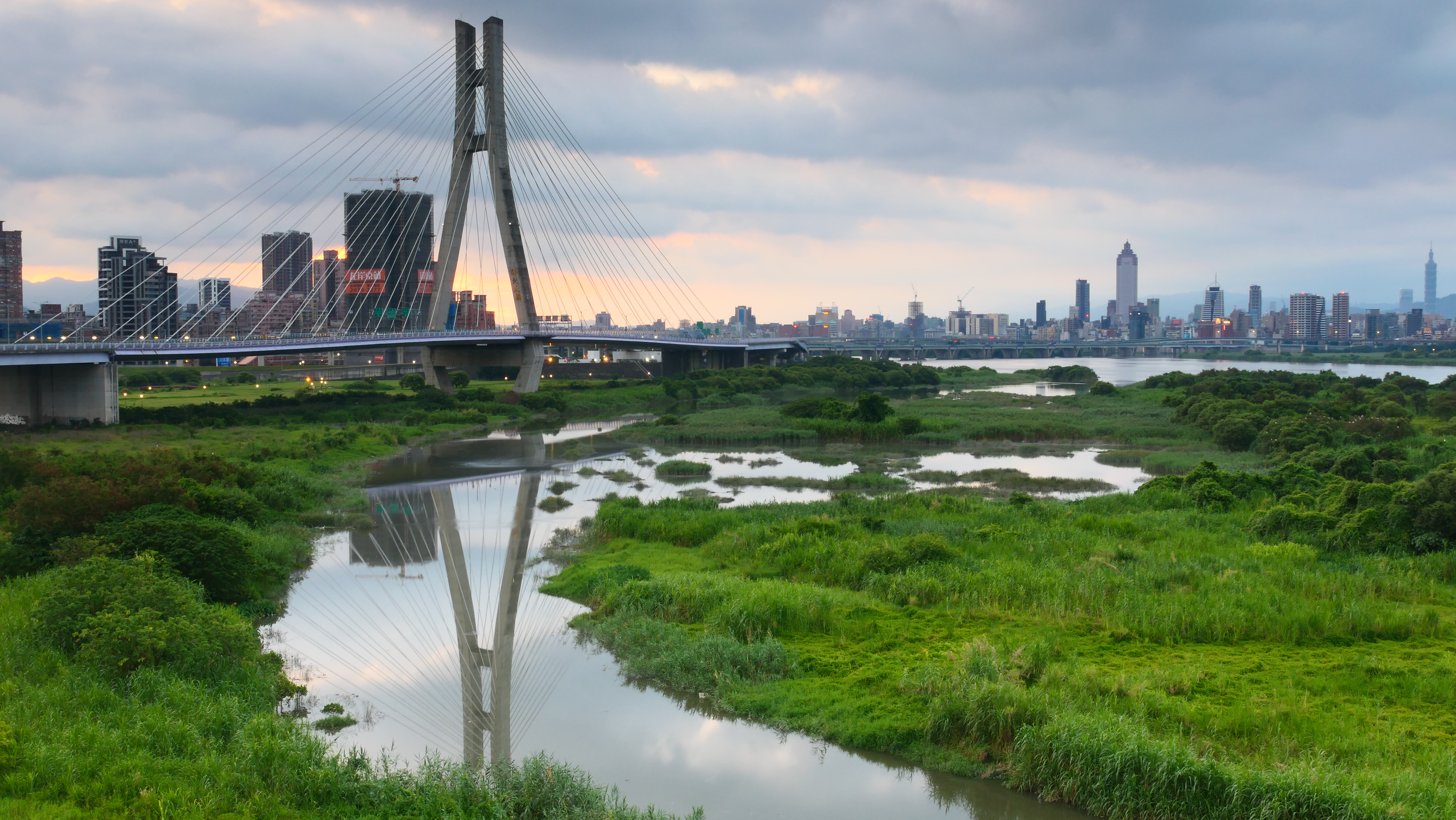
新北大橋清晨
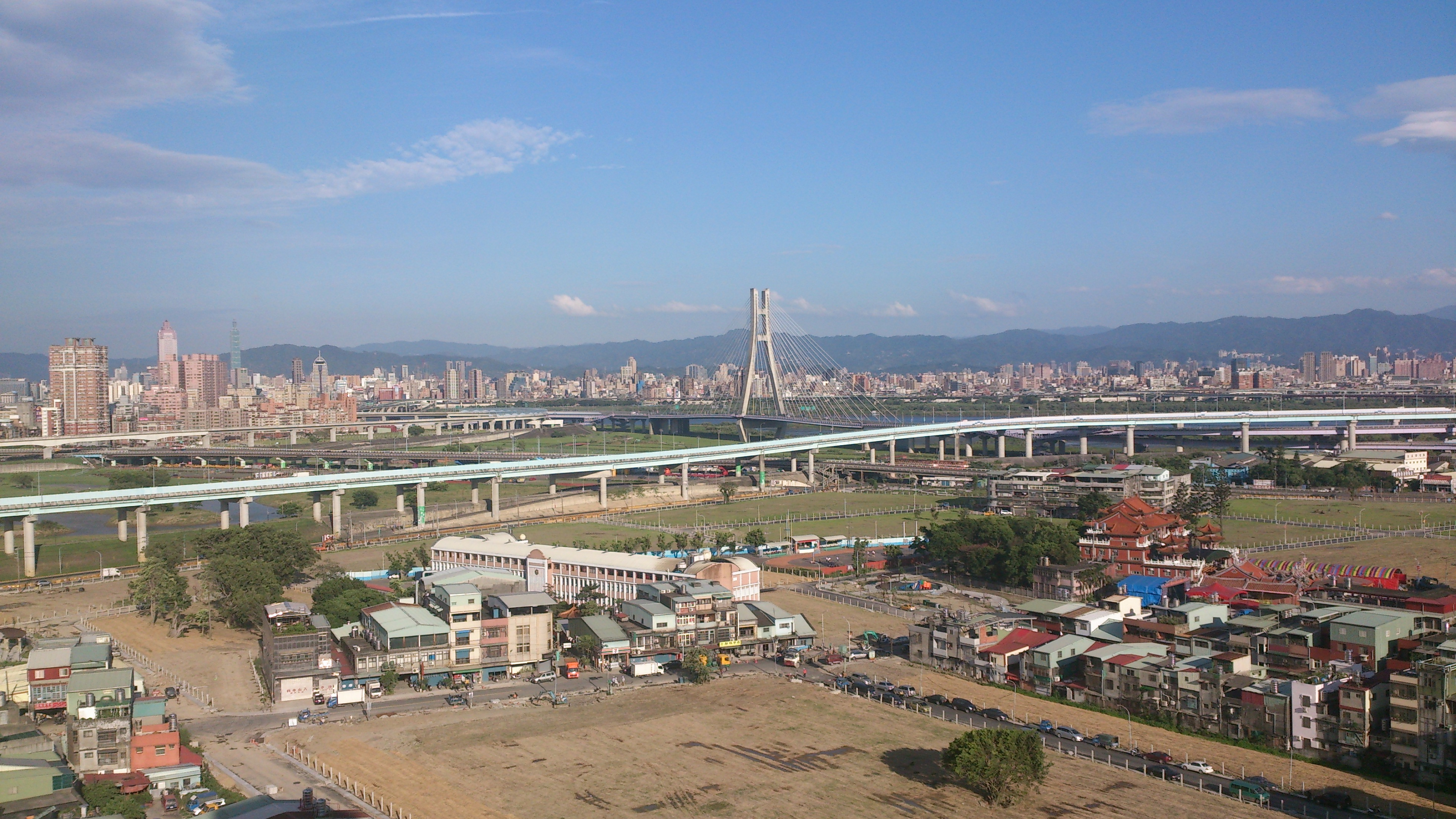
新北大橋與台64線
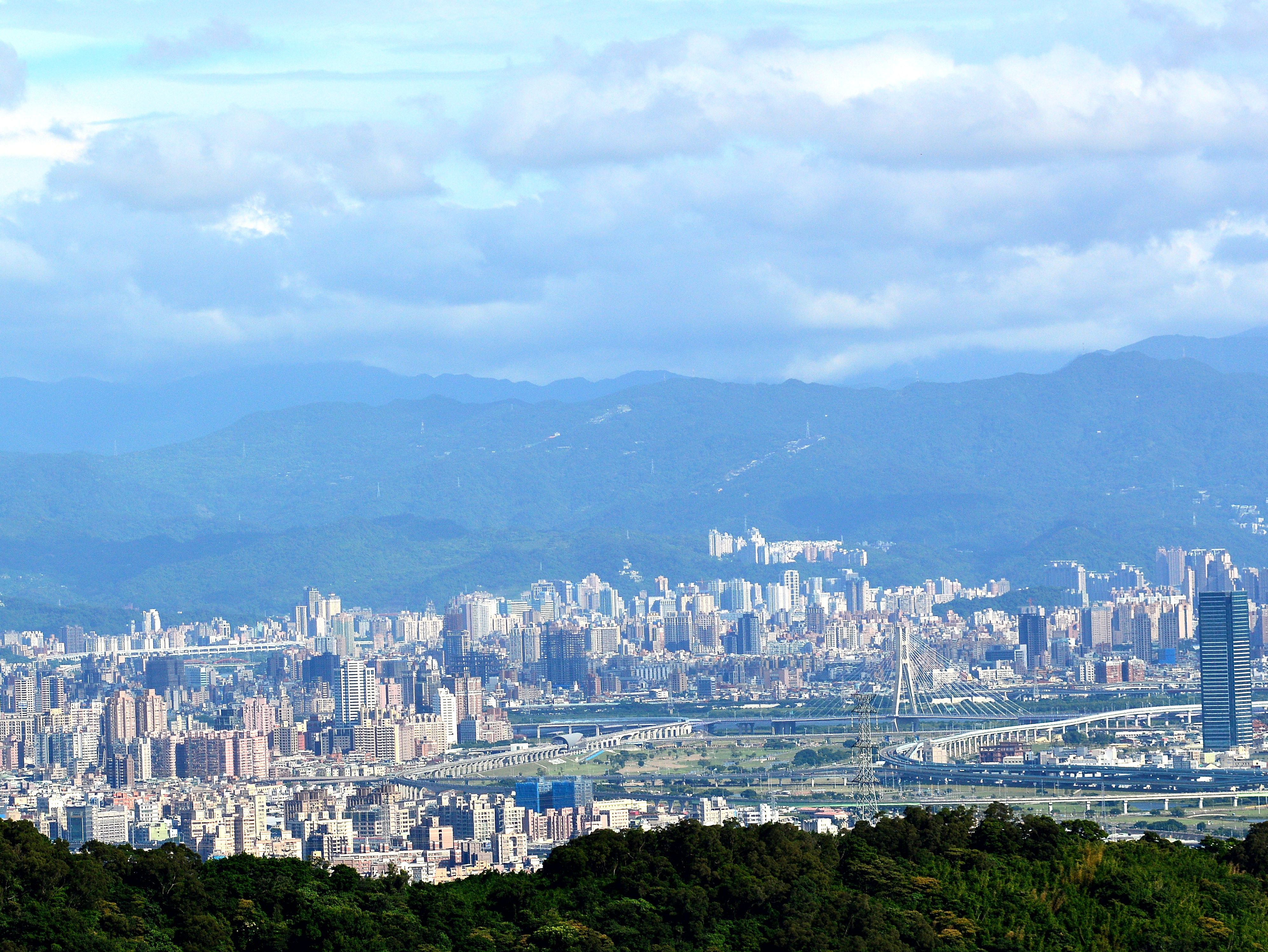
新北大橋日間鳥瞰(自觀音山)
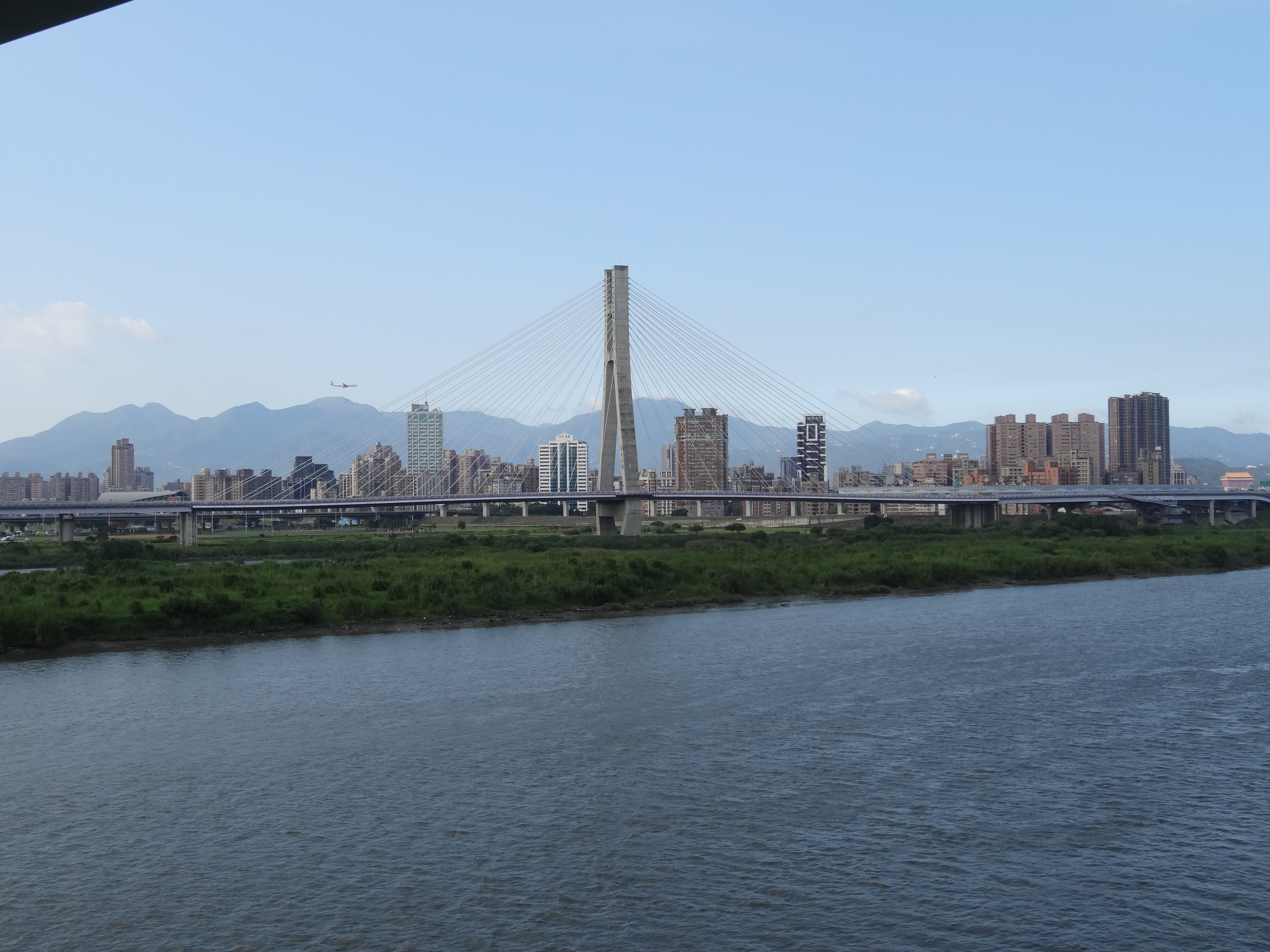
側看新北大橋

## 相關介紹
- 新北大橋施工介紹
- Google 3D模型
- 新北環河快速道路通車說明（新北市政府網站）[永久]